# Provinz Sainyabuli
Sainyabuli (auch Sayaboury, Sayabouri, Sayaburi, Xaignabouri, Xaignabouli, Sayabury, Xayaboury, Sayabouly, Xayabury, Xainyaburi oder Xainyaburi; laotisch: ໄຊຍະບູລີ, Aussprache: [sái.ɲa.bǔː.líː], thailändisch ไชยบุรี, RTGS: Chaiyaburi) ist eine Provinz (Khwaeng) im Nordwesten von Laos. Sie hatte 2018 411.893 Einwohner. Es gab 67.080 Haushalte in 448 Dörfern. 2020 hatte sie 423.000 Einwohner. Die Bevölkerung der Provinz Sainyabuli setzt sich aus 8 ethnischen Gruppen zusammen, aus Lao, Lu, Yuen, Taiduk, Kummu, Plo, Iwmian und Hmong.

## Geographie

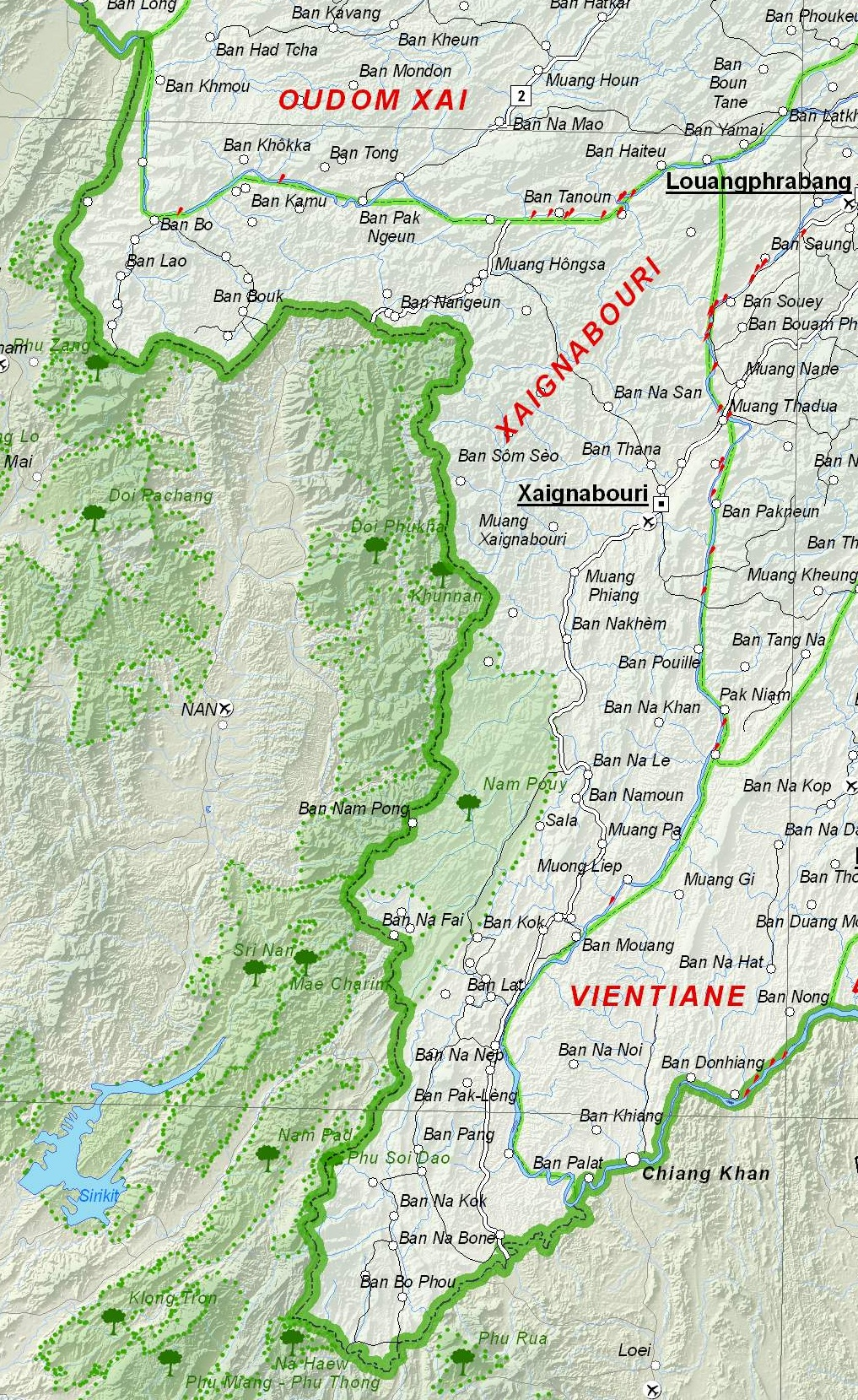
Übersichtskarte der Provinz

Die Provinz liegt im Nordwesten des Landes und umfasst nahezu das gesamte innerhalb der laotischen Landesgrenzen befindliche Gebiet westlich des Mekong. Angrenzende Provinzen sind (von Norden im Uhrzeigersinn): Bokeo, Oudomxay, Luang Prabang und Vientiane. Sainyabuli grenzt außerdem an die folgenden Provinzen in Thailand (von Süden im Uhrzeigersinn): Loei, Phitsanulok, Uttaradit, Nan und Phayao.
Sainyabuli ist hügelig bis bergig, die Luang-Prabang-Gebirgskette bildet eine natürliche Grenze zwischen Thailand und Laos. Mit Ausnahme der Verbindungen von der Provinzhauptstadt nach Luang Prabang und zu den thailändischen Provinzen Loei und Nan gibt es keine asphaltierten Straßen. Die Provinz ist waldreich und hat einige Vorkommen von Braunkohle. Sie wird als die Reisschale von Nordlaos angesehen, da die meisten anderen Nordprovinzen zu bergig sind, um Reis anzubauen. Außerdem werden Mais, Orangen, Baumwolle, Erdnüsse und Sesam angebaut.

## Geschichte
Sainyabuli bzw. Pak Lay gehörte traditionell zum Königreich Luang Phrabang, das 1779 ein Vasallenkönigreich Siams wurde. Im Jahr 1893 musste Siam die östlich des Mekong gelegenen laotischen Gebiete an Französisch-Indochina abtreten, nicht jedoch das westlich des Flusses gelegene Sainyabuli. Dies folgte erst nach weiterem französischem Druck im Jahr 1904, sodass das Gebiet des Königreichs Luang Phrabang, nun unter französischem Protektorat, wiederhergestellt war. Nach dem Französisch-Thailändischen Krieg wurde Sainyabuli, zusammen mit der südlaotischen Provinz Champasak, auf Druck von Japan 1941 Thailand zugeschlagen und wurde zur thailändischen Provinz Lan Chang (nach dem historischen Reich Lan Xang). Thailand gab das Gebiet 1946 an Frankreich zurück. Dies war eine Bedingung für den Beitritt des Landes zu den Vereinten Nationen.

## Wirtschaft und Umwelt
Seit 2012 wird an der Xayaburi-Talsperre gebaut, die eine der größten Wasserkraftanlagen am unteren Mekong werden soll (1260 MW). Das Projekt stößt aus Gesichtspunkten des Umweltschutzes, der Land- und Fischereiwirtschaft auf Bedenken. 2016 wurde das Braunkohlekraftwerk in Hongsa mit einer Leistung von 1878 MW in Betrieb genommen.

## Verwaltungseinheiten
Die Provinz besteht aus den folgenden Distrikten (Muang)
| Karte | Code                    | Distrikt    | Lao |
| ----- | ----------------------- | ----------- | --- |
|       |                         |             |     |
| 08-01 | Sainyabuli              | ເມືອງໄຊຍະບູລີ  |     |
| 08-02 | Khop                    | ເມືອງຄອບ     |     |
| 08-03 | Hongsa                  | ເມືອງຫົງສາ    |     |
| 08-04 | Ngeun                   | ເມືອງເງິນ     |     |
| 08-05 | Xianghon (Xienghone)    | ເມືອງຊຽງຮ່ອນ  |     |
| 08-06 | Phiang                  | ເມືອງພຽງ     |     |
| 08-07 | Paklai (Parklai)        | ເມືອງປາກລາຍ  |     |
| 08-08 | Kenthao (Kenethao)      | ເມືອງແກ່ນທ້າວ  |     |
| 08-09 | Boten (Botene)          | ເມືອງບໍ່ແຕນ    |     |
| 08-10 | Thongmixai (Thongmyxay) | ເມືອງທົ່ງມີໄຊ   |     |
| 08-11 | Xaisathan               | ເມືອງໄຊສະຖານ |     |